# Blerim Džemaili
Blerim Džemaili (en macédonien cyrillique : Блерим Џемаили) ou Blerim Xhemaili (en albanais), né le 12 avril 1986 à Tetovo (à l'époque en Yougoslavie mais aujourd'hui en Macédoine du Nord), est un footballeur international suisse d'origine macédonienne jouant au FC Zurich.
Il joue au poste de milieu de terrain au FC Zurich. Il est élu espoir suisse de l'année 2006.

## Biographie
Les parents de Blerim Džemaili sont des Albanais de Macédoine qui vivent à Bogovinje. La famille Džemaili émigre en Suisse à Zurich alors que Blerim n'est âgé que de quatre ans. À l'âge de neuf ans il commence le football avec le club Oerlikon Zürich. Il rejoint un an plus tard le FC Unterstrass puis à l'âge de 14 ans le YF Juventus et enfin le FC Zurich en 2001.

### En club

#### Débuts professionnels en Suisse (2003-2007)
Lors des saisons de 2003 à 2007, Blerim Džemaili joue avec le FC Zurich et découvre la Super League à seulement 17 ans. Džemaili est un jeune joueur très apprécié et représente un des meilleurs joueurs de cette formation zurichoise. Il forme avec Gökhan Inler un milieu de terrain très important pour l'équipe zurichoise et s'impose comme un titulaire indiscutable. Džemaili est également le jeune capitaine de l'équipe zurichoise dès la saison 2005-2006.
Lors de cette période, il est élu meilleur jeune joueur de Super League.

#### Transfert vers l'Angleterre (2007-2009)
En 2007, il choisit de faire le saut à l'étranger et s'expatrie en Angleterre. Le club de Bolton Wanderers, alors cinquième du championnat lors du mercato estival, réussit à faire signer le jeune joueur. Malheureusement, il se blesse gravement au genou et ne dispute donc que quelques matchs avec Bolton.

#### Succession de clubs en Italie (2008-2014)
Par la suite, il est prêté au Torino FC. Ce club permet à Džemaili de relancer sa jeune carrière. À la fin de la saison 2008-2009, le Torino FC décide de garder Blerim Džemaili dans leur effectif.
En août 2009, il est prêté avec option d'achat de 3,5 millions d'euros  à Parme FC. Le club italien lève l'option et s'acquiert les services de Džemaili en été 2010.
Le 25 juin 2011, Blerim Džemaili signe au SSC Napoli et est rejoint par son ancien coéquipier et ami du FC Zurich et de l'équipe nationale, Gökhan Inler. Džemaili se dit très satisfait de ce transfert : "J'arrive dans une très bonne équipe qui possède des supporteurs incroyables. Je suis prêt pour cette nouvelle aventure." Il marque son premier but avec l'équipe napolitaine lors de la 14e journée de Série A se déroulant face à Lecce. Džemaili marque à nouveau lors de la 15e journée de Série A et permet à son club d’engranger un point face à Novara. Le 30 mars 2013, il réalise un triplé lors de la victoire de Naples 3-5 face à son ancien club du Torino Football Club.

#### Départ en Turquie (2014-2016)
Le 1er septembre 2014, Blerim Džemaili signe un contrat de trois ans à Galatasaray,. En 2016, il quitte le club turque après son prêt au Genoa CFC pour le Bologne FC.

##### Retour en prêt en Italie (2015-2016)
Un an seulement après son départ de l'Italie, il revient en Serie A en étant prêté par Galatasaray au Genoa.

#### Bologne FC (2016-2020)
En 2016, il signe au Bologne FC.

#### Départ au Canada (2017)
Le 9 mai 2017, l'Impact de Montréal confirme son acquisition. Il obtient alors le statut de joueur désigné.
En raison de problèmes familiaux, il demande l'interruption de son prêt à Montréal. En janvier 2018, son nouvel entraîneur Rémi Garde confirme que le joueur ne reviendra pas pour une seconde saison et qu'il repart vers son club propriétaire, le Bologne FC.

#### Aventure en Chine (2020)
En 2020, il signe au Shenzhen FC. Il ne jouera aucun match notamment à cause de la pandémie. En février 2020, il est annoncé qu'il quitte le club.

#### Retour en Suisse au FC Zurich (2021-2023)
En décembre 2020, il signe au FC Zurich, club où il a commencé sa carrière. Il a signé un contrat allant jusqu'en 2022,.
Lors de la saison 2021-2022, il remporte son 3ème championnat de Suisse, le 13e du club,.
Le 7 avril 2022, il prolonge son contrat jusqu’à l’été 2023.
Le 17 mai 2023, il annonce qu'il mettra un terme à sa carrière après la fin de la saison,,.

### En équipe nationale
Blerim Džemaili a la double nationalité helvetico-macédonienne et décide de représenter l'équipe de Suisse.
Džemaili est convoqué pour la première fois par Köbi Kuhn en février 2006 pour un match amical face à l'Écosse tout comme Johan Djourou. Le joueur est alors âgé de 19 ans. Džemaili participe à la Coupe du monde 2006 avec l'équipe de Suisse mais il ne jouera aucun match.
Le joueur ne participe pas à l'Euro 2008 qui a lieu en Suisse et en Autriche. En effet, Blerim Džemaili n'a pas récupéré complètement de la rupture des ligaments croisés du genou droit contracté début 2007 avant son départ pour le club de Bolton.
En 2010, Džemaili revit « une immense déception ». Ses ligaments croisés du genou lâche à nouveau mais cette fois du côté gauche. Cette blessure le prive de Coupe du monde en Afrique de Sud. Par la suite, Ottmar Hitzfeld convoque à nouveau le joueur qui déclare forfait à plusieurs reprises. Il fait son grand retour en février 2011 pour un match amical face à Malte.
Hitzfeld le retient pour la Coupe du monde 2014 comme doublure du duo formé par Valon Behrami et Gökhan Inler et durant cette compétition, Džemaili marque un but contre la France sur un coup franc trompant Hugo Lloris.
Sous Vladimir Petković, il continue d'être régulièrement appelé puis Petković le sélectionne pour l'Euro 2016 ou Džemaili sera titulaire dans un rôle de numéro 10 au sein de l'équipe de Suisse.
Il dispute sa dernière compétition internationale lors de la Coupe du monde 2018 où il marquera d'ailleurs un but lors du match nul 2-2 des helvètes face au Costa Rica.

## Palmarès

### En club
| FC Zurich - Coupe de Suisse (1) - Vainqueur en 2005 - Champion de Suisse (3) - Vainqueur en 2006, 2007 et 2022 | SSC Naples - Coupe d'Italie (2) - Vainqueur en 2012 et 2014 | Galatasaray SK - Championnat de Turquie (1) - Vainqueur en 2015 - Coupe de Turquie (1) - Vainqueur en 2015 |  |

### Distinctions personnelles
- FC Zurich : Meilleur espoir suisse en 2006